# Vlacho Orlic
Vlacho Orlic (1934-2010) fue un entrenador y seleccionador yugoslavo de waterpolo.

## Biografía
Fue el famoso entrenador del Partizan de Belgrado, seis veces ganador de la copa de Europa de waterpolo masculino y varios títulos nacionales. Fue seleccionador yugoslavo de waterpolo en las olimpiadas de Munich 1972, Montreal 1976 y entre los años 1996 a 2000.
Es considerado el mentor de otros grandes entrenadores como Nicola Stamenic y Ratko Rudic.
Es considerado por muchos como una mente privilegiada en el entrenamiento del waterpolo. Se le considera el responsable de los éxitos del waterpolo yugoslavo. Nicola Stamenic dijo sobre él:Mr. Orlic is a genius and not just in Water polo; He has a unique perspective, a different way of looking at things. He presents things in a way and makes me think. He will never say: Do this or do that. He stands on ethics. There is no question of his motives, honesty and integrity.
Se graduó en medicina, pero nunca llegó a ejercer esa profesión.

## Clubs
- VK Partizan ( Serbia)
- Becej
- Estrella Roja de Belgrado

## Títulos
Como entrenador de waterpolo
- 6 veces campeón de la copa de Europa de waterpolo masculino
- 5º en los juegos olímpicos de Montreal de 1976
- 5º en los juegos olímpicos de Múnich de 1972